# Neve Campbell
Neve Adrianne Campbell (Guelph, 3 de outubro de 1973) é uma atriz canadense. Ela é mais conhecida pelos seus papéis como Julia Sallinger na série de televisão O Quinteto, Sidney Prescott na franquia Pânico, Bonnie em Jovens Bruxas, Suzie Marie em Garotas Selvagens e Laura Sobiech em Clouds.

## Biografia

### História familiar
Neve Adrianne Campbell nasceu em Guelph, cidade na província de Ontário, no Canadá. Seu pai, Gerry Campbell, um imigrante de Glasgow, Escócia, trabalhou como professor de drama na Escola Secundária de Lorne Park, em Mississauga. Sua mãe, Marnie Neve, é uma psiquiatra de Amsterdã, Países Baixos. Seus avós maternos administraram uma companhia de teatro nos Países Baixos, da qual seus avós paternos foram artistas. Campbell, apesar de ser católica, se identifica como judia, por causa da ascendência judia sefardita de sua mãe. "Minha linhagem é judia, então se alguém me perguntar se eu sou judia, direi que sim". Seu primeiro nome significa "neve" em português e em italiano; e "oásis" em hebráico.
Os pais de Campbell se divorciaram quando ela tinha apenas dois anos. Neve e seu irmão, Christian Campbell, residiram pela maior parte do tempo com seu pai, com regulares períodos na casa de sua mãe. Aos nove anos, treinou na Escola Nacional de Ballet do Canadá, fazendo interpretações em peças como O Quebra-Nozes e A Bela Adormecida.

Aos quinze anos, parou com a dança para iniciar a atuação, participando de O Fantasma da Ópera em Canon Theatre, Toronto. Neve Campbell foi educada na Escola Secundária de Earl Haig, também em Toronto. Seu primeiro papel ocorreu na curta série canadense Catwalk.

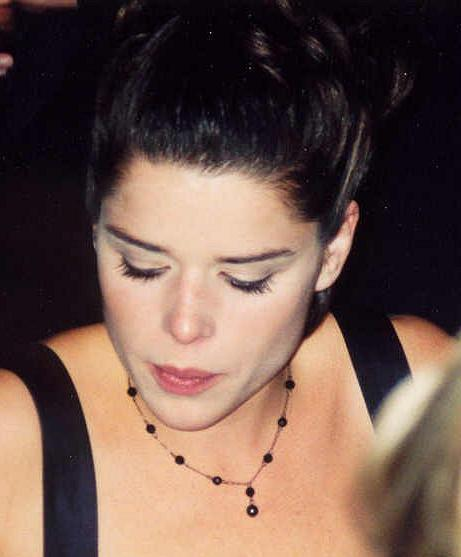
Neve Campbell no Emmy Awards de 1997.

## Carreira
Campbell ficou conhecida, interpretando a personagem líder Julia Salinger, do seriado dramático Party of Five (mais conhecido no Brasil como O Quinteto), entre 1994 e 2000. O primeiro filme de Campbell que mais lucrou foi The Craft, de 1996. No mesmo ano, interpretou Sidney Prescott, no filme e na quadrilogia de filmes de terror Scream, que foi um sucesso, bem como em Wild Things e Three to Tango. Em 1998, foi colocada na lista das "50 Pessoas Mais Bonitas" da People.
Com o fim das séries de filmes Scream, a carreira de Campbell tornou-se menos intensiva, e ela apareceu em muitos filmes que receberam um lançamento teatral limitado, mas que foram bem criticados. Entre eles, estão Panic, de 2000, no qual atuou ao lado de William H. Macy e Donald Sutherland, e The Company, de 2003. Neve co-escreveu, produziu e estreou no filme. Apesar da públicidade pré-lançamento ter dito o contrário, Bell não quebrou sua tradição de ter uma cláusula de "não-nudez" em seu contrato para o filme. Entretanto, em 2004, ela quebrou a cláusula para When Will I Be Loved, que foi elogiado por Roger Ebert, mas que recebeu apenas um lançamento teatral breve e limitado.
Em março de 2006, Campbell fez seu debút no teatro de West End, Londres, numa versão de Resurrection Blues de Arthur Miller no teatro Old Vic. A peça co-estrela Matthew Modine e Maximilian Schell e foi dirigida por Robert Altman, com quem Campbell tinha trabalhado anteriormente em The Company. Mais tarde em 2006, interpretou novamente em West End, juntamente com Cillian Murphy, Michael McKean e Kristen Johnston.
Neve ainda participou das peças Sincope (Sincopatyon) em 2004. E em 2006 em Canção de Amor (Love Song), grande sucesso britânico.
Em 2011, ela volta para o cinema com o filme Pânico 4, onde volta a interpretar a protagonista da série, Sidney Prescott.
Em 2015 foi anunciado sua entrada na serie da Netflix House of Cards.

## Vida pessoal
Campbell casou-se com o ator canadense Jeffrey Colt em 3 de abril de 1995. Eles se divorciaram em 8 de maio de 1998. Ela namorou os atores John Cusack, Matthew Lillard e Pat Mastroianni. Neve já apareceu em vídeos para promover a Fundação Síndrome de Tourette do Canadá e a Associação Síndrome de Tourette (uma organização similar nos Estados Unidos). Seu meio-irmão mais jovem, Damian McDonald, tem a síndrome de Tourette. Tanto seu irmão Christian como seu outro meio-irmão, Alex McDonald, são atores.
Em 2005, Neve começou a namorar John Light, um ator inglês que ela conheceu no filme Investigating Sex. O casal ficou noivo em dezembro de 2005 e viveu em Londres, Inglaterra. Quando Light propôs, abaixou-se e recitou Shakespeare para Campbell. Em 5 de maio de 2007, eles se casaram em Malibu. O casal separou-se em 2010.
Em março de 2012 a atriz e seu parceiro, o também ator JJ Feild confirmaram estar a espera de seu primeiro filho. Em agosto de 2012, Neve Campbell deu à luz seu filho Caspian.

### Ensaios sensuais
Neve nunca foi fotografada nua. Durante o começo de sua carreira, tinha um contrato de não-nudez em todos os seus filmes. Esta clausula foi quebrada em 2004 com o filme "Nunca fui Amada", onde pela primeira vez apareceu nua em um filme.
Em 2004 foi capa da revista americana FHM, em 26 de maio de 2008 saiu nas bancas a revista NUVO, como Neve Campbell na capa.
Campbell e Denise Richards aparecem duas vezes durante o filme "Ligeiramente Grávidos" (Knocked Up - 2007) com cenas do filme "Garotas Selvagens" (Wild Things - 1998).

## Filmografia

### Cinema
| Ano  | Título                         | Papel                    | Notas                        | Ref.        |
| ---- | ------------------------------ | ------------------------ | ---------------------------- | ----------- |
| 1993 | The Dark                       | Jesse Donovan            |                              | [ 4 ]       |
| 1994 | Paint Cans                     | Tristesse                |                              | [ 4 ]       |
| 1994 | The Passion of John Ruskin     | Effie Gray               | Curta-metragem               |             |
| 1996 | Love Child                     | Deidre                   |                              | [ 4 ]       |
| 1996 | The Craft                      | Bonnie Harper            |                              | [ 4 ]       |
| 1996 | Scream                         | Sidney Prescott          |                              | [ 4 ]       |
| 1997 | Scream 2                       | Sidney Prescott          |                              | [ 4 ]       |
| 1998 | Wild Things                    | Suzie Marie Toller       |                              | [ 4 ]       |
| 1998 | 54                             | Julie Black              |                              | [ 4 ]       |
| 1998 | Hairshirt                      | Renée Weber              | Também produtora             |             |
| 1998 | O Rei Leão 2: O Reino de Simba | Kiara adulta (voz)       | Direct-to-video              | [ 4 ] [ 5 ] |
| 1999 | Three to Tango                 | Amy Post                 |                              | [ 4 ]       |
| 2000 | Drowning Mona                  | Ellen Rash               |                              | [ 4 ]       |
| 2000 | Panic                          | Sarah Cassidy            |                              | [ 4 ]       |
| 2000 | Scream 3                       | Sidney Prescott          |                              | [ 4 ]       |
| 2002 | Investigating Sex              | Alice                    |                              | [ 4 ]       |
| 2003 | Lost Junction                  | Missy Lofton             |                              | [ 4 ]       |
| 2003 | The Company                    | Loretta "Ry" Ryan        | Também escritora e produtora | [ 4 ] [ 6 ] |
| 2003 | Blind Horizon                  | Chloe Richards           |                              | [ 4 ]       |
| 2004 | When Will I Be Loved           | Vera Barrie              |                              | [ 4 ]       |
| 2004 | Churchill: The Hollywood Years | Isabel II do Reino Unido |                              | [ 4 ]       |
| 2006 | Relative Strangers             | Ellen Minola             |                              | [ 4 ]       |
| 2007 | Partition                      | Margaret Stilwell        |                              | [ 4 ]       |
| 2007 | I Really Hate My Job           | Abi                      |                              | [ 4 ]       |
| 2007 | Closing the Ring               | Marie Harris             |                              | [ 4 ]       |
| 2008 | Agent Crush                    | Cassie (voz)             |                              | [ 4 ]       |
| 2011 | Scream 4                       | Sidney Prescott          |                              | [ 4 ]       |
| 2011 | The Glass Man                  | Julie Pyrite             |                              | [ 4 ]       |
| 2015 | Walter                         | Allie                    |                              | [ 4 ]       |
| 2018 | Skyscraper                     | Sarah Sawyer             |                              | [ 4 ]       |
| 2018 | Hot Air                        | Valerie Gannon           |                              | [ 4 ]       |
| 2019 | Castle in the Ground           | Rebecca Fine             |                              | [ 4 ]       |
| 2020 | Clouds                         | Laura Sobiech            |                              | [ 4 ]       |
| 2022 | Scream                         | Sidney Prescott          |                              | [ 7 ]       |
| 2023 | Swan Song                      | —                        | Produtora executiva          | [ 8 ]       |

### Televisão
| Ano         | Título                       | Papel                                             | Notas                                   | Ref.          |
| ----------- | ---------------------------- | ------------------------------------------------- | --------------------------------------- | ------------- |
| 1991        | My Secret Identity           | Estudante                                         | Episódio: "Pirate Radio"; não creditada | [ 9 ]         |
| 1992        | The Kids in the Hall         | Laura Capelli                                     | Episódio: "#3.13"                       |               |
| 1992‍–‍1993     | Catwalk                      | Daisy McKenzie                                    | Papel principal                         |               |
| 1994        | I Know My Son is Alive       | Beth                                              | Telefilme                               | [ 4 ]         |
| 1994        | The Forget-Me-Not Murders    | Jess Foy                                          | Telefilme                               |               |
| 1994        | Are You Afraid of the Dark?  | Nonnie Walker                                     | Episódio: "Tale of the Dangerous Soup"  | [ 4 ]         |
| 1994        | Kung Fu: A Lenda Continua    | Trish Collins                                     | Episódio: "Kundela"                     |               |
| 1994        | Aventures dans le Grand Nord | Nepeese                                           | Episódio: "Bari"                        |               |
| 1994‍–‍2000     | Party of Five                | Julia Salinger                                    | Papel principal                         | [ 4 ]         |
| 1995        | MADtv                        | Julia Salinger                                    | Episódio: "#1.6"                        |               |
| 1996        | The Canterville Ghost        | Virginia "Ginny" Otis                             | Telefilme                               | [ 4 ]         |
| 1997        | Saturday Night Live          | Ela mesma / convidada / Julia Roberts / Eva Braun | Episódio: "Neve Campbell / David Bowie" | [ 4 ]         |
| 2002        | Last Call                    | Frances Kroll                                     | Telefilme                               | [ 4 ]         |
| 2005        | Reefer Madness               | Miss Poppy                                        | Telefilme                               | [ 4 ]         |
| 2007        | Medium                       | Debra                                             | 3 episódios                             | [ 4 ]         |
| 2008        | Burn Up                      | Holly Dernay                                      | Papel principal                         |               |
| 2009        | The Philanthropist           | Olivia Maidstone                                  | Papel principal                         | [ 4 ]         |
| 2009        | Sea Wolf                     | Maud Brewster                                     | 2 episódios                             | [ 4 ]         |
| 2009        | Os Simpsons                  | Cassandra (voz)                                   | Episódio: "Rednecks and Broomsticks"    | [ 4 ]         |
| 2012        | Titanic: Blood and Steel     | Joanna Yaegar                                     | Papel principal                         | [ 4 ]         |
| 2012        | Grey's Anatomy               | Lizzie Shepherd                                   | 2 episódios                             | [ 4 ]         |
| 2013        | An Amish Murder              | Kate Burkholder                                   | Telefilme; também produtora executiva   | [ 4 ]         |
| 2014        | Mad Men                      | Lee Cabot                                         | Episódio: "Time Zones"                  | [ 4 ]         |
| 2015        | Welcome to Sweden            | Diane                                             | Papel recorrente                        | [ 4 ]         |
| 2015        | Manhattan                    | Kitty Oppenheimer                                 | 2 episódios                             | [ 4 ]         |
| 2016–2017   | House of Cards               | LeAnn Harvey                                      | Papel principal                         | [ 4 ]         |
| 2022‍–‍presente | The Lincoln Lawyer           | Maggie McPherson                                  | Papel principal                         | [ 4 ]         |
| 2022        | Avalon                       | Nic Searcy                                        | Piloto de televisão não vendido         |               |
| 2023        | Twisted Metal                | Raven                                             | 2 episódios                             | [ 10 ] [ 11 ] |

### Video games
| Ano  | Título                                  | Papel | Notas | Ref.  |
| ---- | --------------------------------------- | ----- | ----- | ----- |
| 2000 | The Lion King: Simba's Mighty Adventure | Kiara |       | [ 5 ] |

## Peças de teatro
- O Quebra-Nozes (The Nattucker) - Bailarina (1982)
- A bela Adormecida (Beauty Sllep) - Bela Adormecida (1982)
- O Fantasma da Ópera (The Phantom of the Opera) - Cristine Daeé (1988)
- Síncope (Syncopation) - Anna Bianchi (2004)
- Ressurreição do Blues (Resurrection Blues) - Jeanine (2006)
- Canção de Amor (Love Song) - Molly (2006)
- Vaquisse louca (Cow Song) - Cowlada (2013)

## Livro
Em 2000, a jornalista Katlen Tracy escreveu a biografia de Neve em um livro chamado "Neve Campbell"

## Prêmios e indicações
| Prêmios e indicações                 | Prêmios e indicações | Prêmios e indicações                                       | Prêmios e indicações     | Prêmios e indicações |
| ------------------------------------ | -------------------- | ---------------------------------------------------------- | ------------------------ | -------------------- |
| Saturn Awards                        | 1997                 | Melhor atriz                                               | Scream                   | Ganhou               |
| Saturn Awards                        | 1998                 | Melhor atriz                                               | Scream 2                 | Indicada             |
| Blockbuster Entertainment Awards     | 1998                 | Atriz favorita em filmes - Terror                          | Scream 2                 | Ganhou               |
| Blockbuster Entertainment Awards     | 2001                 | Atriz favorita em filmes - Terror                          | Scream 3                 | Ganhou               |
| Family Film Award                    | 1996                 | Melhor atriz de televisão                                  | The Canterville Ghost    | Ganhou               |
| MTV Movie Awards                     | 1997                 | Melhor performance feminina                                | Scream                   | Indicada             |
| MTV Movie Awards                     | 1998                 | Melhor performance feminina                                | Scream 2                 | Ganhou               |
| MTV Movie Awards                     | 1999                 | Melhor beijo (com Matt Dillon e Denise Richards)           | Wild Things              | Indicada             |
| MTV Movie Awards                     | 2001                 | Melhor performance feminina                                | Scream 3                 | Indicada             |
| Monte-Carlo TV Festival              | 2012                 | Melhor atriz em série dramática                            | Titanic: Blood and Steel | Indicada             |
| Online Film & Television Association | 1997                 | Melhor atriz em filmes - Ficção científica/Fantasia/Terror | Scream                   | Indicada             |
| Online Film & Television Association | 1997                 | Melhor atriz em série dramática                            | Party of Five            | Indicada             |
| Online Film & Television Association | 1998                 | Melhor atriz em filmes - Ficção científica/Fantasia/Terror | Scream 2                 | Indicada             |
| Prism Awards                         | 2003                 | Melhor performance em filme de televisão ou minisséries    | Last Call                | Ganhou               |
| Scream Awards                        | 2011                 | Melhor atriz de terror                                     | Scream 4                 | Indicada             |
| Teen Choice Awards                   | 1999                 | Melhor atriz de televisão escolhida                        | Party of Five            | Indicada             |